# Wacław Maksymilian Broniewski
Wacław Maksymilian Broniewski (ur. 1839, zm. ?) – powstaniec styczniowy, przywódca insurekcji w Puszczy Białej, dowódca w bitwie pod Nagoszewem.

## Życiorys
Pochodził z Tarnowskiego. Jego rodzice zostali zamordowani w czasie rabacji galicyjskiej. Wychował się u stryja w Wyszogrodzie. W 1848, z powodu konieczności zgromadzenia dokumentów spadkowych, został ponownie ochrzczony z datą urodzenia 5 października 1831 i imieniem Maksymilian.
Pracował w gospodarstwie domowym z matką, a następnie zaczął naukę w szkole rządowej.
W 1860 wyjechał do Ostrowi Mazowieckiej, by agitować na rzecz powstania. W 1861, zagrożony dekonspiracją, wyjechał do Galicji i na Węgry. Pieszo wybrał się do Wenecji, po drodze uciekł władzom austriackim i z fałszywymi dokumentami przez Alpy dotarł do Lombardii. Zaciągnął się do wojska w Bergamo, po czym podróżował i ostatecznie trafił do Kalabrii. Najpierw służył w artylerii konnej, potem w kawalerii. Był w grupie mężczyzn, którzy podali się do dymisji i ruszyli do Genui, by zorganizować polski komitet dowodzony przez Giuseppe Garibaldiego. Zawiązali Polską Szkołę Wojskową, którą w 1862 przeniesiono do Cuneo.
W końcu stycznia 1863 na wezwanie Komitetu Centralnego Narodowego Broniewski wrócił do kraju i dołączył do oddziału Tomasza Kolbego. Został mianowany komisarzem wojennym powiatu pułtuskiego. Gromadził powstańców i szkolił ich. W lutym dołączył do Władysława Cichorskiego, Karola Fryczego i Ignacego Mystkowskiego. Powadził ćwiczenia musztry, był instruktorem oddziału. Po bitwie pod Przetyczą 28 lutego został awansowany na porucznika.
Dołączył do Zygmunta Padlewskiego po jego nominacji na naczelnika powstania w guberni płockiej, był instruktorem jego oddziału. W lutym 1863 został ranny w starciu z żołnierzami carskimi w okolicach Myszyńca. Był przetrzymywany w Pułtusku. Uciekł z niewoli i dołączył do oddziału Ignacego Mystkowskiego stacjonującego 2 mile od miasta. Prowadził ćwiczenia z musztry dla piechoty, organizował oddział powstańczy. Po bitwie pod Łączką wraz z Polikarpem Dąbkowskim zebrał ostatki oddziału i objął dowództwo zgodnie z wolą ranionego w bitwie, a potem zmarłego Karola Frycze. Pochował Fryczego w Porębie. Przejął rangę Fryczego i został majorem.
Dowodził powstańcami w czasie bitwy pod Nagoszewem. Różnie ocenia się jego postawę. W czasie starcia zbiegł z częścią kawalerii do lasu i zostawił strzelców i kosynierów bez komendy. M. Bartniczak i S. Szklarski uważali, że był to celowy zabieg, by wciągnąć przeciwnika do lasu i go okrążyć. W życiorysie Broniewskiego napisano, że to powstańcy wciągnęli dowódcę do lasu, wykonując rozkaz Rządu Narodowego, by niepotrzebnie nie narażał życia.
Rannego w bitwie Broniewskiego na stanowisku dowódczym zastąpił mjr Jakub Jasiński, weteran powstania listopadowego. Broniewski dostał od Rządu Narodowego urlop na podratowanie zdrowia. Przez Prusy, gdzie przez jakiś czas pod przybranym nazwiskiem pracował jako rządca czterech folwarków, wyjechał do kliniki w Berlinie. Potem przebywał we wsi Waplewo pod opieką hrabiostwa Sierakowskich. Planowano jego powrót i dowództwo w powstaniu, które jednak w międzyczasie wygasło.
Wyjechał do Szwajcarii, potem Niemiec i Paryża. W 1866, na mocy amnestii po wojnie francusko-pruskiej, wrócił do rodziny w Ostrowskie. Pracował jako urzędnik.